# Радиобиология
Радиобиология, или радиационная биология — наука, изучающая действие ионизирующих и неионизирующих излучений на биологические объекты (биомолекулы, клетки, ткани, организмы, популяции). Особенностью этой науки является строгая измеряемость воздействующего фактора, что обусловило развитость математических методов исследования. Другой особенностью радиобиологии является востребованность её прикладных приложений — в медицине и в радиационной защите.
Радиобиология, ранее являясь самостоятельной дисциплиной, превращается сейчас в междисциплинарную науку и имеет тесные связи с рядом теоретических и прикладных, биологических и медицинских областей знаний.
Код науки по 4-значной классификации ЮНЕСКО — 2418 (раздел — биология).

## Предмет радиобиологии
Фундаментальными задачами, составляющими предмет радиобиологии, являются:
- вскрытие общих закономерностей биологического ответа на воздействие ионизирующих излучений[4], в том числе и объяснение радиобиологического парадокса
- управление радиобиологическими эффектами.

Существуют две противоположные и одинаково неправильные точки зрения на облучение и вред его для человека — радиоэйфория и радиофобия.

## Объекты и методы в радиобиологии
В соответствии с объектами радиобиологических исследований (уровней организации живого) в радиобиологии выделяют 3 раздела:
- Радиобиология сложных систем (экологические системы, популяции, многоклеточные организмы, органы и ткани)
- Клеточная радиобиология (клетки, клеточные органеллы, биологические мембраны)
- Молекулярная радиобиология (макромолекулы, «малые молекулы»).

Важной чертой радиобиологических методов исследования является количественное сопоставление рассматриваемого эффекта с вызвавшей его дозой излучения, её распределением во времени и объёме реагирующего объекта.

## Теоретические аспекты радиобиологии
Первой количественной теорией является теория «точечного тепла» или «точечного нагрева» (Ф. Дессауэр, 1922):
- ионизирующее излучение обладает очень малой объемной плотностью по сравнению с другими излучениями
- излучение обладает большой энергией, величина которой значительно превосходит энергию любой химической связи
- облученный биологический объект состоит из относительно безразличных и весьма существенных для жизни микрообъемов и структур
- в облучаемом объекте при поглощении относительно небольшой общей энергии в отдельных, случайных и редкорасположенных микрообъемах оставляются настолько большие порции энергии, что их можно сравнить с микролокальным нагреванием
- так как распределение «точечного тепла» является чисто статистическим, то конечный эффект в клетке будет зависеть от случайных «попаданий» дискретных порций энергии в жизненно важные микрообъемы внутри клетки; с увеличением дозы увеличивается вероятность таких попаданий и наоборот.

Теория «мишени или попаданий», созданная Н. В. Тимофеевым-Ресовским с соавторами, поставила во главу угла представления о прямом действии ионизирующего излучения на клетки (1930-е годы).

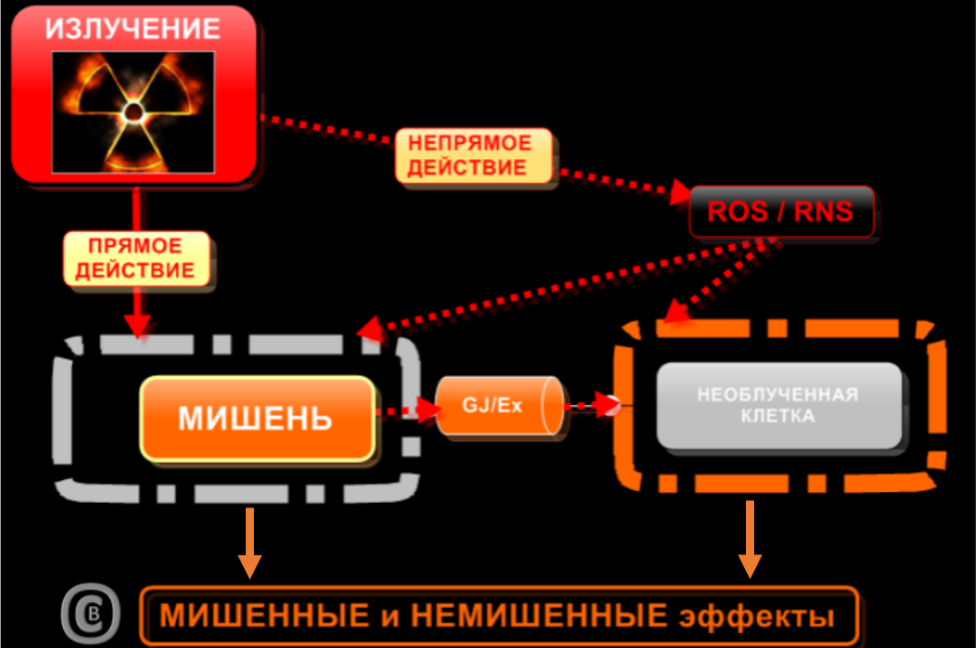
Прямое и непрямое действие излучения.
(ROS-активные формы кислорода, RNS- реактивные соединения азота, GJ-щелевые контакты, Ex-экзосомы)
См.также

Стохастическая (вероятностная) гипотеза является дальнейшим развитием теории прямого действия излучений. Выразителями этой точки зрения являлись О. Хуг и А. Келлерер (1966). Суть их взглядов заключалась в том, что взаимодействие излучений с клеткой происходит по принципу вероятности (случайности) и что зависимость «доза-эффект» обуславливается не только прямым попаданием в молекулы и структуры-мишени, но и состоянием биологического объекта как динамической системы.
Б. И. Тарусовым и Ю. Б. Кудряшовым было показано, что свободные радикалы могут возникать при действии радиации и в неводных средах — в липидных слоях биомембран. Эта теория получила название теории липидных радиотоксинов.
Своеобразной интегральной теорией, объясняющей биологическое действие ионизирующих излучений является структурно-метаболическая теория (1976). Автор этой теории А. М. Кузин считает, что нарушения под действием радиации обусловлены деструкцией всех основных биополимерных молекул, цитоплазматических и мембранных структур в живой клетке.
В настоящее время произошел сдвиг парадигмы от теории мишени и попадания к немишенным эффектам облучения (например, эффект «свидетеля»).

## История
Открытие Иваном Павловичем Пулюем (1890) и Вильгельмом Конрадом Рентгеном Х-лучей (1895), Антуаном Анри Беккерелем естественной радиоактивности (1896), Марией Склодовской-Кюри и Пьером Кюри радиоактивных свойств полония и радия (1898) явилось физической основой для рождения радиобиологии.
| Этапы развития радиобиологии | Этапы развития радиобиологии |
| --- | --- |
| Первый этап 1890—1921 гг. описательный этап, связанный с накоплением данных и первыми попытками осмысления биологических реакций на облучение | И. П. Пулюй · В. К. Рентген · А. Беккерель · М. Склодовская · П. Кюри · И. Р. Тарханов · Е. С. Лондон · Г. Е. Альберс- Шонберг · Л. Хальберштадтер · П. Броун · Дж. Осгоуд · Г. Хейнеке · Ж. Бергонье · Л. Трибондо |
| Второй этап 1922—1944 гг. Теория точечного тепла, становление фундаментальных принципов количественной радиобиологии, связь эффектов с величиной поглощенной дозы; открытие мутагенного действия ионизирующих излучений, развитие радиационной генетики | Ф. Дессауэр · Л. Грэй · Н. В. Тимофеев- Ресовский · А. М. Кузин · Б. Н. Тарусов · Н. М. Эмануэль · Д. Э. Ли · К. Циммер · Г. А. Надсон · Г. С. Филиппов · Г. Мёллер · Л. Стадлер |
| Третий этап 1945—1985 гг. дальнейшее развитие количественной радиобиологии на всех уровнях биологической организации молекулярная и клеточная радиобиология разработка биологических способов противолучевой защиты лечения лучевых поражений применение в радиобиологии ускорителей заряженных частиц разработка радиосенсибилизирующих агентов развитие радиобиологических принципов лучевой терапии опухолей | Н. П. Дубинин · Н. В. Лучник · Б. Л. Астауров · К. П. Хансон · В. И. Корогодин · В. Д. Жестяников · Л. Х. Эйдус · В. И. Брусков · Э. Я. Граевский · И. И. Пелевина · А. В. Лебединский · П. Д. Горизонтов · Г. П. Груздев · П. П. Саксонов · Ю. Г. Григорьев · Н. Л. Делоне · А. В. Антипов · В. С. Шашков · С. П. Ярмоненко · Р. В. Петров · Р. Б. Стрелков · А. А. Ярилин · П. Г. Жеребченко · Е. Ф. Романцев · В. Г. Владимиров · А. К. Гуськова · Г. Д. Байсоголов · М. П. Домшлак · С. Н. Александров · А. А. Вайнсон · А. А. Летавет · Ф. Г. Кротков · В. Я. Голиков · У. Я. Маргулис · А. В. Севанькаев · Ю. Б. Кудряшов · Е. Ф. Конопля · |
| Четвертый этап с 1986 года по настоящее время эффекты малых доз немишенное действие механизмы неионизирующего излучения сдвиг и смена парадигмы в радиобиологии | И. И. Сусков · В. А. Шевченко · Д. М. Спитковский · Е. Б. Бурлакова · И. Е. Воробцова · С.В. Гудков · H. R. Withers · J. Ward · H. Nagasawa · J. Little · C. Mothersill · C. Seymour · O. V. Belyakov · M. Folkard · K. Prise · B. Michael · K. Baverstock · M. Joiner · B. Marples · P. Lambin · A. Brooks · T. Elsasser · M. Scholz · T. Day · G. Zeng · A. Hooker · T. Neumaier · J. Swenson · C. Pham · A. Polyzos · A. Lo · P. Yang · J. Dyball · O. Desouky · N. Ding · G. Zhou · А. Н. Котеров · А. А. Вайнсон · Y. Ogawa |

## Стадии формирования радиобиологических эффектов

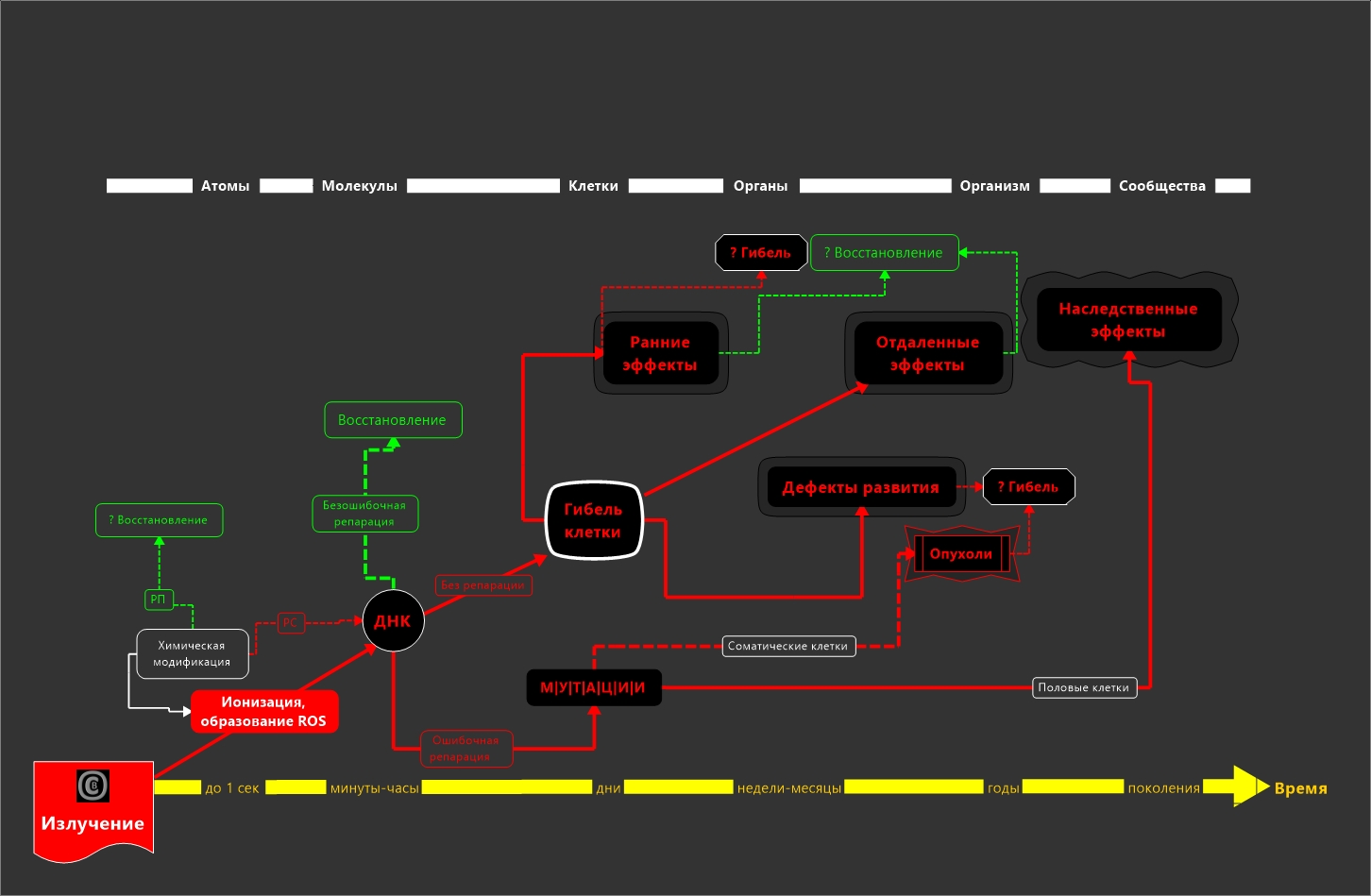
Формирование радиобиологических эффектов во времени и на различных уровнях организации.
Классическая парадигма радиобиологии
Hall EJ, Giaccia AJ. Radiobiology for the Radiologist, 7th edn. Philadelphia: Wolters Kluwer/Lippincott, Williams, and Wilkins, 2012

В формировании радиобиологических эффектов различают следующие стадии:
1. Физико-химическая стадия — прямое или косвенное действие излучения на молекулы-мишени.
2. Биохимическая стадия — действие излучения на основные компоненты радиочувствительных клеток с последующим изменением их метаболизма.
3. Биологическая стадия — генетические и отдаленные эффекты облучения.
  - Длительность стадий от 10−18 до 1012 секунд.
  - Некоторые стадии обратимы и могут быть модифицированы.
  - Выраженность эффекта зависит от радиочувствительности объекта и дозы излучения. Ряд повреждений может быть восстановлен.

## Радиобиология клетки
Радиационная цитология (радиобиология клетки) изучает влияние излучений на строение и функции клеток, а именно:
Основные изменения
- Нарушения дифференцировки и деления клеток.
- Трансформация их в злокачественные клетки.
- Репродуктивная и интерфазная гибель клеток

Причины нарушений
- Повреждение ядер, хромосом, других ядерных органелл.
- Повреждение биологических мембран.

## Периодические издания
- International Journal of Radiation Biology[6]
- Journal of Radiobiology
- Радиационная биология. Радиоэкология - Журнал[7]

## Учебные заведения и научные учреждения
Радиобиологию изучают во многих научных центрах и университетах. Вот некоторые из них:
- Лаборатория радиационной биологии Объединенного института ядерных исследований
- Кафедра биофизики, радиационной физики и экологии Национального исследовательского ядерного университета (МИФИ)
- Лаборатория радиационной биофизики МГУ[8]
- Медицинский радиологический научный центр Минздравсоцразвития России
- Институт радиобиологии НАН Беларуси